# Joachim von Roebel
Joachim von Roebel (* 1515; † 1572 in Spandau) war Kurbrandenburger und Kursächsischer und zuletzt kaiserlicher Feldmarschall und Geheimer Kriegsrat.

## Leben
Roebel entstammt einem alten brandenburgischen Geschlecht. Seine Eltern waren Hans von Roebel, Erbherr auf Buch und Friedland, (* um 1485; † 1563) und Dorothea von Biesenbrow. Schon früh trat Joachim von Roebel in den Kriegsdienst. Er nahm an den Feldzügen in Dänemark, Holstein, Frankreich und Ungarn teil und war später Obrist bei Herzog Moritz von Sachsen. Von 1547 bis 1564 war er Amtsmann von Schweinitz, Lochau, Jessen und Seyda. Bei der Belagerung von Magdeburg 1553 war er Kommandant der sächsischen Truppen, und im Krieg gegen den Kaiser konnte er die Tiroler Klause  erobern. Auch in der Schlacht bei Sievershausen kämpfte er. Als Kurfürst August von Sachsen die Regierung übernahm, entließ er alle Truppen. Nur Oberst Roebel blieb und wurde zum Geheimen Kriegsrat ernannt, ein Amt, das er auch am Brandenburger Hof bekleidete. Finanziell war er wohl gut versorgt, denn er konnte 1564 das Kloster Friedland mit seinen Ländereien kaufen. Daraus bildeten sich wie in Lüdersdorf bei Wrietzen konventionelle Rittergüter.
1567 half er, die Festung Grimmenstein zu erobern. Daraufhin ernannte ihn der Kaiser zum Feldmarschall. Als letztes eroberte er noch Gotha für den Kurfürsten August. Er starb 1572 in Spandau, wo sein Bruder Zacharias († 1576) Kommandant war. Er wurde in der dortigen St.-Nikolai-Kirche begraben, wie später auch sein Bruder.

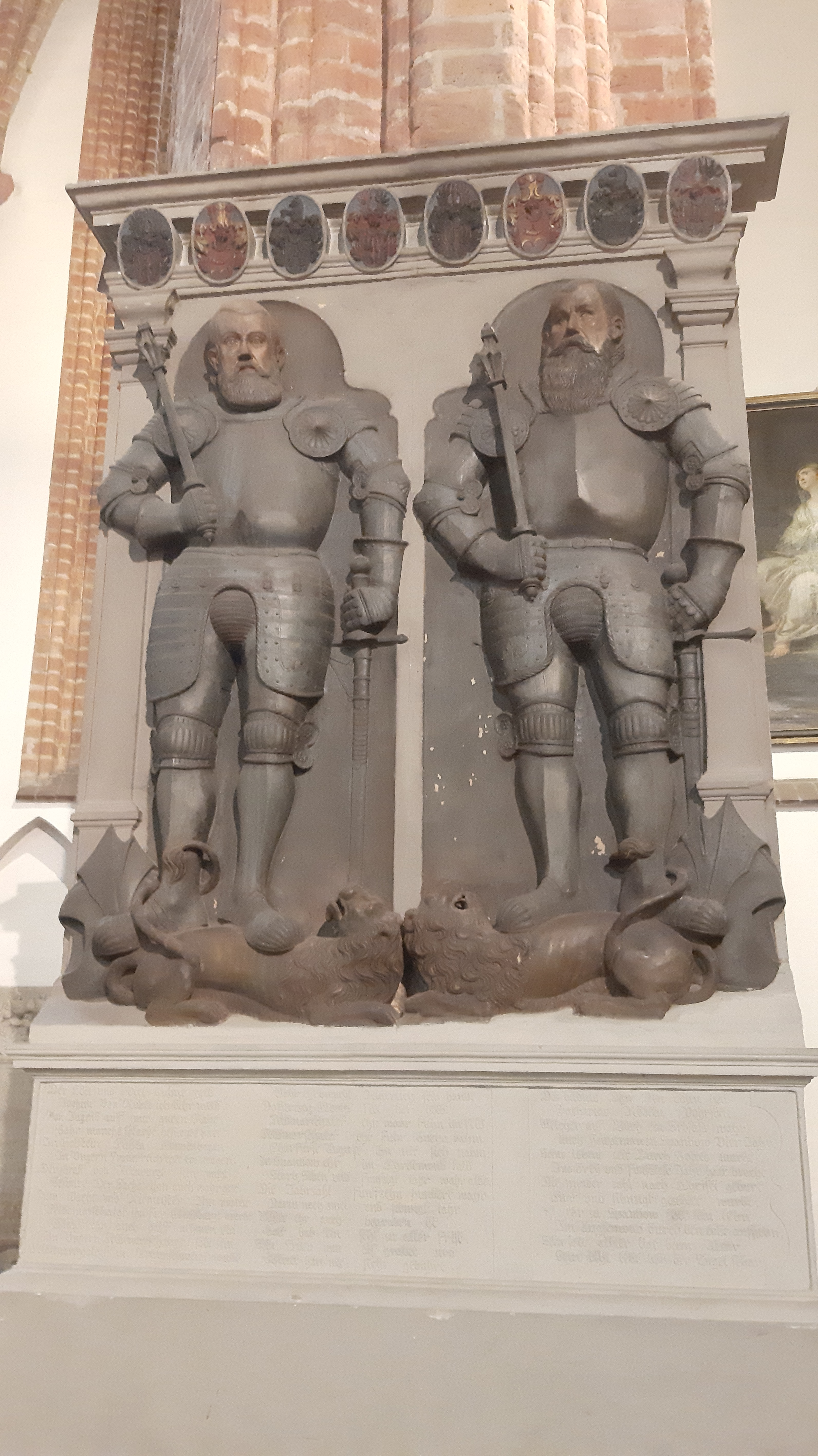
Epitaph der Brüder von Roebel, Nikolaikirche Spandau

Grabinschrift in der St. Nicolai-Kirche in Spandau
Joachim v. Roebel (Kriegsoberst) † 1572

Der edel und viel kühne Held,

Joachim von Röbel, ich dir meld,

Von jugent auff mit gutem raht,

In Holstein, Fühnen, Copenhagen,

In Ungern, Frankreich that ers wagen.

Der Graff von Aldenburg sein Muth

Gespürt. Der Sachs ihm auch war gut,

Zu Wacht- und Rittmeister ihn macht,

Feldmarschall ihn für Magdeburg bracht

Die Clausen auch halff nemen einem

In Ungern Marschalck muß er seyn,

Feldmarschalck im Braunschweiger Land

War er, braucht ritterlich sein Hand,

Da Hertzog Moritz fiehl der Held,

Feldmarschalck er war kühn im Feld.

Feldmarschalck er für Gotha kam,

Churfürst August ihn mit sich nam.

Zu Spandau er im Christmond kalt

Starb sieben und funffzig Jahre alt,

Die jahrzahl fünffzehnhundert war,

Dazu noch zwey und siebenzig jahr.

Allhier er auch begraben ist:

Gott hab sein Seel zu aller Frist.

Sein Erben ihm dis Grabes zierd

Gesetzet han, wie sichs denn gebürt.

## Familie
Er war mit Hedwig von Krummensee (1515–1574) verheiratet. Das Paar hatte mehrere Kinder, darunter:
- August Moritz (* 1548; † 3. September 1606) ⚭ Ursula von Burgsdorff (um 1563; † 1596)
- Catharina (* vor 1574; † 23. Februar 1615) ⚭ 3. Dezember 1592 Alexander Magnus von Burgsdorff (* 20. Dezember 1567; † 9. Dezember 1620) (Eltern von Georg Ehrentreich von Burgsdorff)
- Gertrud (1534–1611) ⚭ Heinrich von Pannwitz (1530–1611)
- Hedwig († 11 Jan 1637) ⚭ (1) Jakob von Blumenthal († 1602) ⚭ (2) Stephan von Arnim († 1617)
- Tugendreich (1562–1619) ⚭ 1582 Hans von Burgsdorff (* 1531; † 16. Oktober 1601)
- Ehrentreich von Roebel zu Biegen († 1630) ⚭ Anna von Göllnitz († 1643)[2][6]

In wissenschaftlichen Quellen sind noch weitere, zum Zeitpunkt seines Todes, unmündige Söhne genannt.